# Pseudopandarus gracilis
Pseudopandarus gracilis is een eenoogkreeftjessoort uit de familie van de Pandaridae. De wetenschappelijke naam van de soort is voor het eerst geldig gepubliceerd in 1950 door Kirtisinghe.
Het is een ectoparasiet van kleine haaien, waaronder soorten uit de geslachten Carcharhinus en Triakis, in de Indische Oceaan en bij Japan.